# Open de Manchester de squash
L'Open de Manchester de squash est un tournoi annuel de squash se tenant à Manchester. 
Lors de la première édition en 2019, le tournoi est exclusivement féminin avant d'avoir une édition masculine dès 2020. Le tournoi est dans la catégorie PSA World Tour Silver avec 76 000 $ de prix.

## Palmarès

### Hommes
| Année | Champion            | Finaliste           | Score en finale                       |
| ----- | ------------------- | ------------------- | ------------------------------------- |
| 2025  | Leonel Cárdenas     | Aly Abou Eleinen    | 11-2, 5-11, 11-9, 3-11, 11-8 (71 min) |
| 2024  | Joel Makin          | Greg Lobban         | 11-5, 13-11, 12-10 (56 min)           |
| 2023  | Ali Farag           | Karim Abdel Gawad   | 10-12, 13-11, 11-2, 11-5 (57 min)     |
| 2022  | Joel Makin          | Mohamed El Shorbagy | 11-7, 5-11, 13-11, 11-4 (70 min)      |
| 2021  | Diego Elías         | Joel Makin          | 12-10, 11-6, 11-6 (59 min)            |
| 2020  | Mohamed El Shorbagy | Karim Abdel Gawad   | 9-11, 11-8, 11-7, 13-11 (72 min)      |

### Femmes
| Année | Championne       | Finaliste        | Score en finale                       |
| ----- | ---------------- | ---------------- | ------------------------------------- |
| 2025  | Salma Hany       | Georgina Kennedy | 11-2, 9-11, 11-3, 5-11, 11-9 (63 min) |
| 2024  | Georgina Kennedy | Nour El Tayeb    | 11-9, 5-11, 11-7, 11-1 (48 min)       |
| 2023  | Nour El Tayeb    | Nele Gilis       | 11-9, 11-7, 5-11, 11-9 (63 min)       |
| 2022  | Joelle King      | Sarah-Jane Perry | 11-8, 11-9, 11-8 (41 min)             |
| 2021  | Hania El Hammamy | Sarah-Jane Perry | 11-5, 11-9, 11-7 (39 min)             |
| 2020  | Nour El Tayeb    | Camille Serme    | 3-11, 11-8, 11-7, 11-3 (46 min)       |
| 2019  | Joelle King      | Tesni Evans      | 11-8, 11-2, 11-4 (33 min),            |